# Хочен
44°03′03″ пн. ш. 80°52′18″ сх. д. / 44.0509° пн. ш. 80.87166° сх. д.
Хочен (кит. 霍城县, пін. Huòchéng Xiàn) — один із повітів КНР у складі Ілі-Казахської автономної префектури, СУАР. Адміністративний центр — містечко Шуйдін.

## Географія
Хочен у середньому розташовується на висоті близько 640 метрів над рівнем моря. Південним кордоном повіту слугує річка Ілі, на півночі він переходить у гори Боро-Хоро.

### Клімат
Повіт знаходиться у зоні, котра характеризується кліматом помірних степів. Найтепліший місяць — липень із середньою температурою 24,4 °C. Найхолодніший місяць — січень, із середньою температурою -7,7 °С.
| Клімат повіту Хочен                                | Клімат повіту Хочен | Клімат повіту Хочен | Клімат повіту Хочен | Клімат повіту Хочен | Клімат повіту Хочен | Клімат повіту Хочен | Клімат повіту Хочен | Клімат повіту Хочен | Клімат повіту Хочен | Клімат повіту Хочен | Клімат повіту Хочен | Клімат повіту Хочен | Клімат повіту Хочен |
| Показник                                           | Січ.                | Лют.                | Бер.                | Квіт.               | Трав.               | Черв.               | Лип.                | Серп.               | Вер.                | Жовт.               | Лист.               | Груд.               | Рік                 |
| Середній максимум, °C                              | −1,9                | 1,8                 | 12,2                | 21,8                | 26,4                | 30,3                | 32,3                | 31,4                | 26,8                | 18,8                | 8,9                 | 0,6                 | 17,4                |
| Середня температура, °C                            | −7,7                | −3,7                | 5,7                 | 13,9                | 18,7                | 22,7                | 24,4                | 23,1                | 18                  | 10,4                | 2,7                 | −4,7                | 10,3                |
| Середній мінімум, °C                               | −12,4               | −8,4                | 0,4                 | 7,5                 | 12                  | 16                  | 17,4                | 15,7                | 10,5                | 4,2                 | −1,6                | −8,8                | 4,4                 |
| Норма опадів, мм                                   | 18.4                | 20.1                | 17.6                | 26.3                | 23.5                | 27.7                | 22.5                | 17.8                | 12.2                | 21.3                | 30                  | 22.8                | 260.2               |
| Вологість повітря, %                               | 76                  | 74                  | 63                  | 53                  | 52                  | 53                  | 53                  | 53                  | 54                  | 64                  | 73                  | 77                  | 62                  |
| -------------------------------------------------- | ------------------- | ------------------- | ------------------- | ------------------- | ------------------- | ------------------- | ------------------- | ------------------- | ------------------- | ------------------- | ------------------- | ------------------- | ------------------- |
| Джерело: Дані метеостанції №51329 (КНР, 1991-2020) |                     |                     |                     |                     |                     |                     |                     |                     |                     |                     |                     |                     |                     |

## Історія
В межах повіту Хочен знаходиться значне зруйноване місце стародавнього Алмалика. Крім того, мавзолей першого хана Могулістану, Туглуг-Тимура, також знаходиться в межах повіту.
Протягом 1760-х років у басейні річки Ілі було збудовано дев'ять фортець, чотири з яких знаходилися в межах сучасного повіту Хочен. Хуейюань слугував штаб-квартирою генерала Ілі, що зробило його військовим та адміністративним центром Сіньцзяну до 1860-х років. Повіт Суйдін (绥定县) був створений у 1888 році, з центром у місті Суйдін. У 1914 році західна частина повіту Суйдін була організована в повіт Хоргас, пізніше скорочений до повіту Хочен, з повітовим центром у Хоргосі. У 1965 році Суйдін було перейменовано на Шуйдін. У 1966 році повіт Шуйдін об'єднався з повітом Хочен, а Шуйдін став окружним центром. У 2014 році Хоргос виокремився у місто повітового рівня.